# Astolfo Dutra
Astolfo Dutra este un oraș din unitatea federativă Minas Gerais, Brazilia.